# Chalcosoma
Chalcosoma (лат.) — род крупных жуков из подсемейства Dynastinae в семействе пластинчатоусые — одни из крупнейших жуков в мире.

## Описание
Крупные жуки длиной до 137 мм, чёрного или тёмно-бурого цвета, часто с металлическим блеском на надкрыльях. Самцы имеют на голове и переднеспинке выросты в виде «рогов». Самки гораздо меньшего размера по сравнению с самцами, без «рогов», матовые, чёрного цвета с металлическими оттенками.

## Виды и подвиды
- Chalcosoma atlas (Linnaeus, 1758) — Сулавеси, острова Сангир, Ситаро, Тогиан, Кабаена.
  - Chalcosoma atlas hesperus (Erichson, 1834) — Филиппины (острова Лузон, Минданао, Палаван, Лейте, Миндоро, Мариндуку, Ромблон, Самар, Негрос, Панаон и Динагат).
  - Chalcosoma atlas keyboh (Nagai, 2004) — Малайзия, Сингапур, Борнео и Суматра.
  - Chalcosoma atlas mantetsu (Nagai, 2004) — Таиланд, Вьетнам, Мьянма, Лаос, Индия.
  - Chalcosoma atlas simeuluensis (Nagai, 2004) — остров Симёлуэ.
  - Chalcosoma atlas shintae (Nagai, 2004) — острова Пеленг, Банггай и Талиабу.
  - Chalcosoma atlas butonensis (Nagai, 2004) — острова Бутон и Муна.

- Chalcosoma moellenkampi (Kolbe, 1900) — Борнео, остров Лаут.

- Chalcosoma caucasus = Chalcosoma chiron (Olivier, 1789) — Ява.
  - Chalcosoma caucasus kirbyii (Hope, 1831) — Малайзия.
  - Chalcosoma caucasus belangeri (Guerin-Meneville, 1834) — Индокитай и остров Лангкави.
  - Chalcosoma caucasus janssensi (Beck, 1937) — Суматра, остров Баньяк и остров Ниас.

- Chalcosoma engganensis (Nagai, 2004) — остров Енггано.

## Ареал
Юго-Восточная Азия, Малайзия.